# Акву, Ной
Ной Акву — нигерийский бегун на короткие дистанции, который специализируется в беге на 200 метров. На олимпийских играх 2012 года занял 5-е место в первом забеге, показав результат 20,67 и не смог выйти в следующий круг соревнований. На чемпионате мира среди юниоров 2008 года занял последнее место в своём забеге первого круга соревнований.
Личный рекорд на дистанции 400 метров — 45,61.